# Cesare Cavalleri
Cesare Cavalleri (ur. 13 listopada 1936 w Treviglio, zm. 28 grudnia 2022 w Mediolanie) – włoski dziennikarz i pisarz, krytyk literacki, prezes wydawnictwa Ares. 

## Życiorys
Poznał Opus Dei jako student, wstąpił do niego w 1959 jako numerariusz. 
W latach 60. założył czasopismo Fogli. Od 1966 pełni funkcję dyrektora miesięcznika Studi Cattolici.
Współpracował też z dziennikiem Avvenire.

## Książki
- Persone e parole, voll. 1-2-3-4, Ares, 1989/2008
- Editoriale di studi cattolici, Ares, 2006
- Letture (1967/1997), Ares, 1998